# Präparat

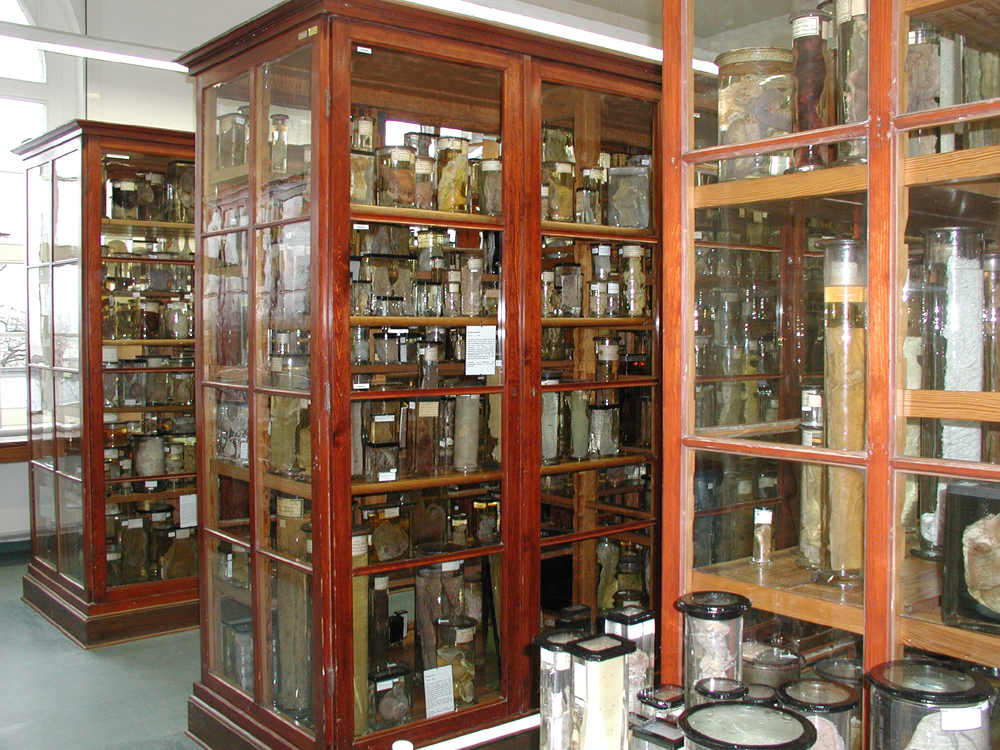
Präparatesammlung des Greifswalder Instituts für Pathologie

Ein Präparat (lateinisch praeparatum ‚das Vor-, Zubereitete‘) ist in der Naturkunde einschließlich der Humanmedizin ein Objekt, das durch entsprechende Verfahren zu Anschauungs-, Lehr-, Demonstrations- oder Forschungszwecken aufbereitet worden ist. Der Vorgang einer Präparateherstellung wird im Allgemeinen als Präparation bezeichnet. Der entsprechende Beruf ist Präparator.

## Arten
Abhängig davon welche biologische Struktur dargestellt und/oder welche Methode bei der Herstellung zur Anwendung kommt, werden unterschiedliche Begriffe zur Bezeichnung eines Präparats verwendet. Grundlegend werden die folgenden Arten unterschieden:

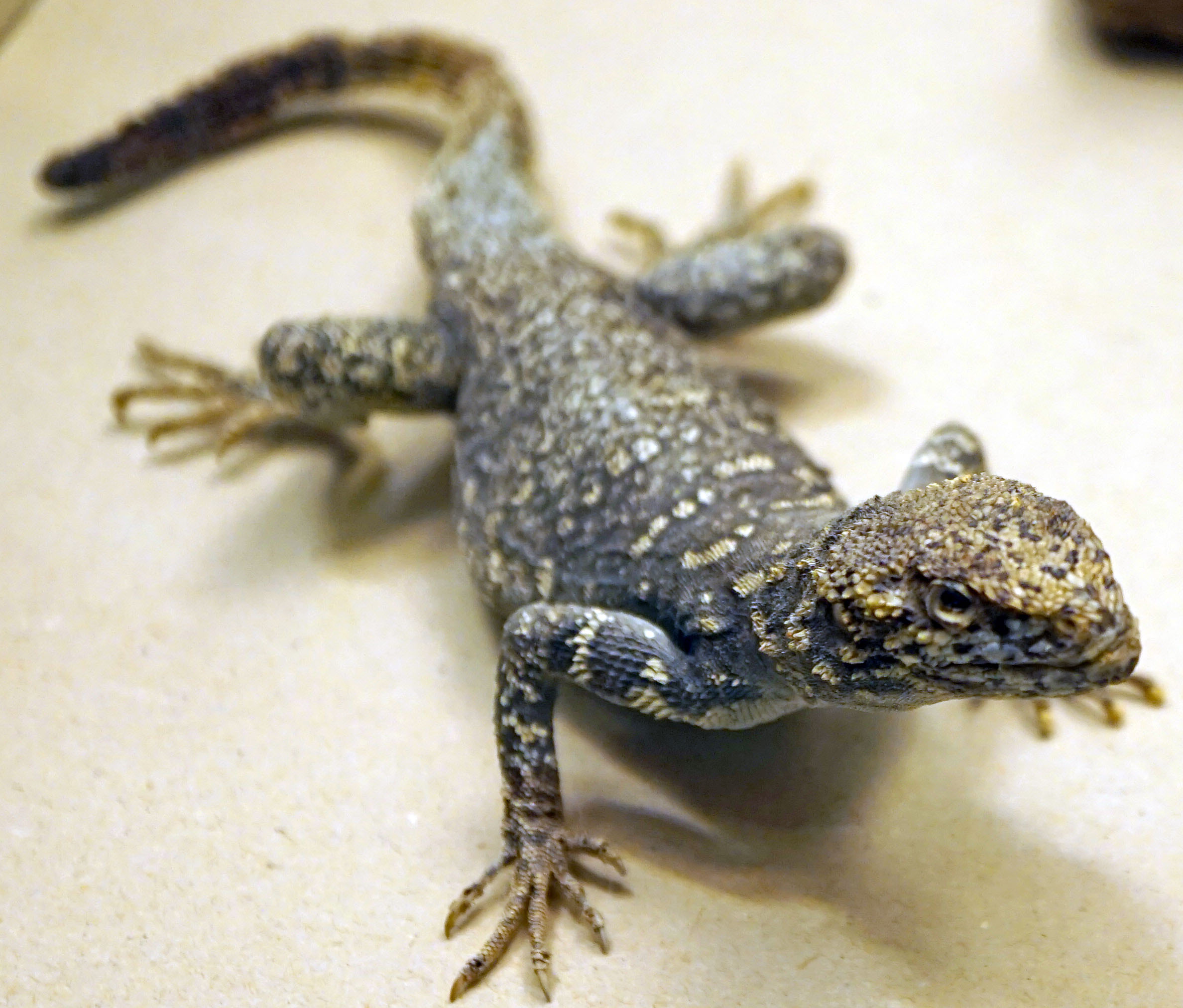
Taxidermie, einer Agame im  Naturmuseum Augsburg (Foto: Tiia Monto)
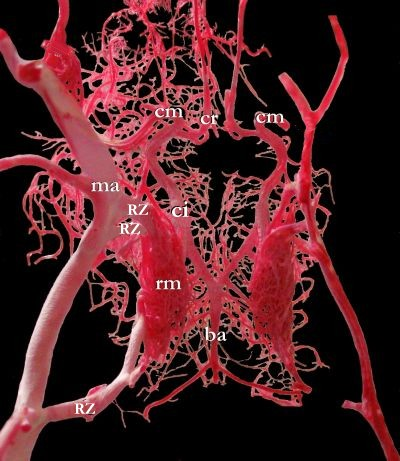
Circulus arteriosus cerebri eines Schafes. Korrosionspräparat mit einem Methacrylat (Kallocryl)
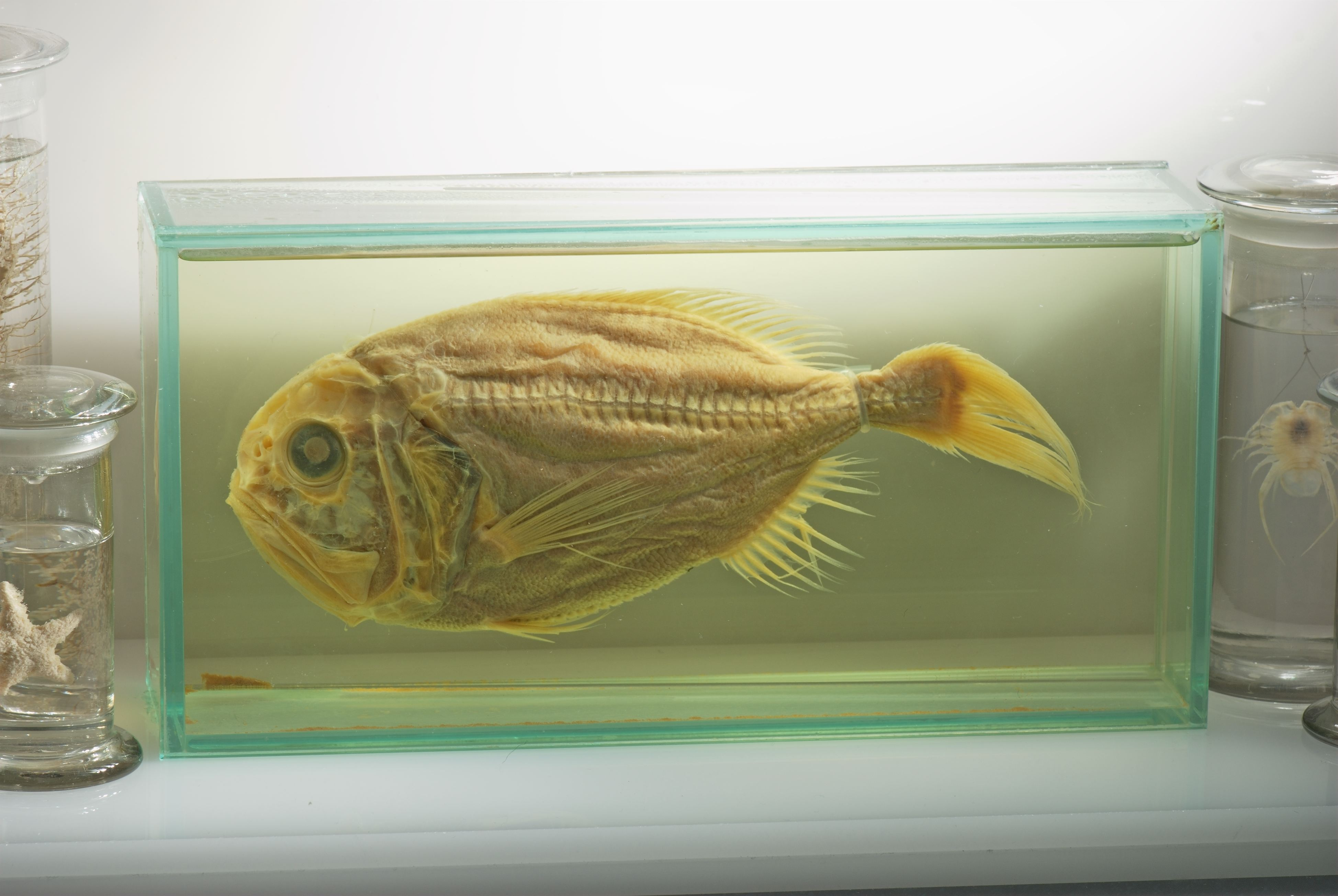
Feuchtpräparat des Tiefseefisches Hoplostethus atlanticus im Melbourne Museum
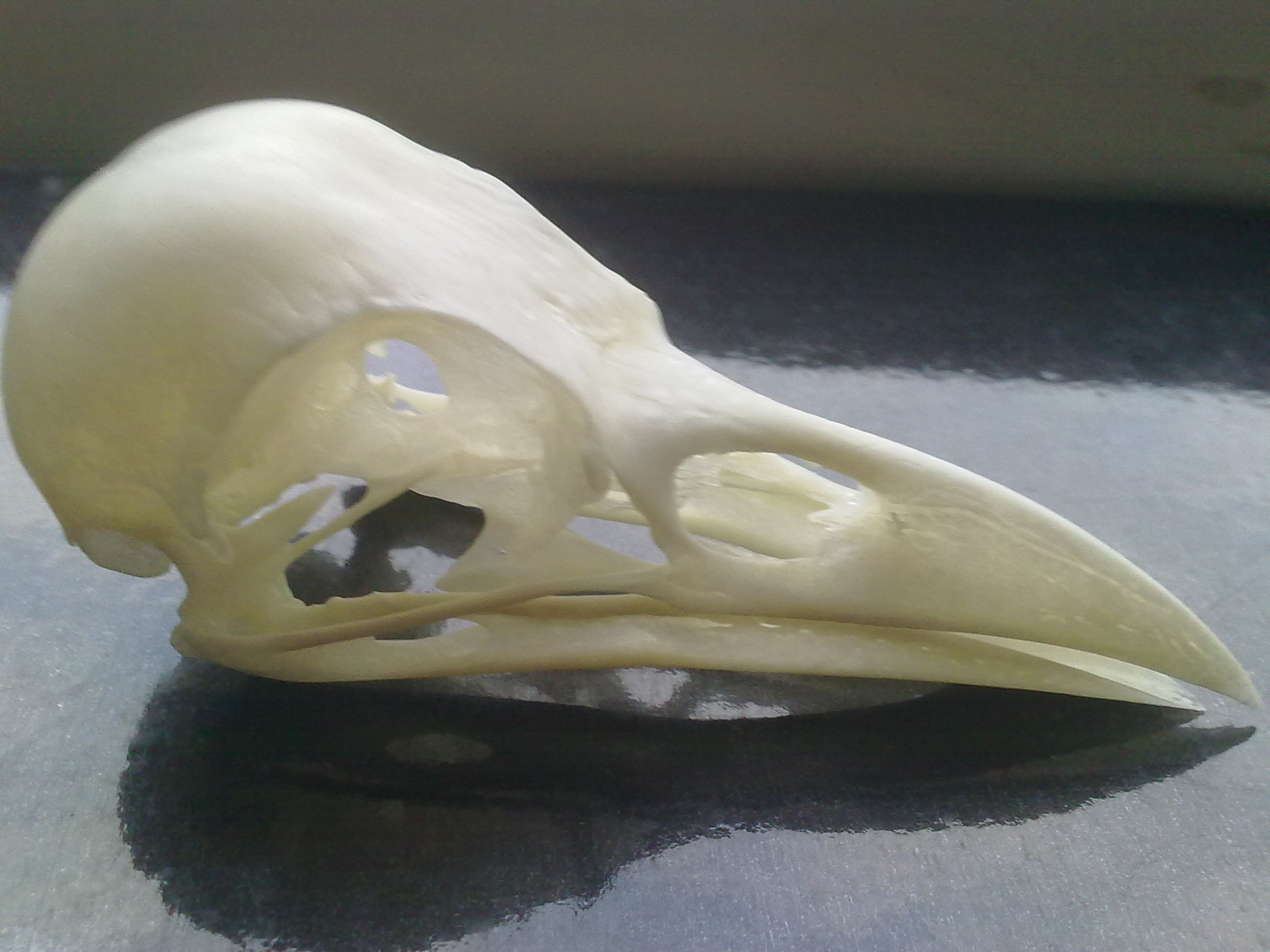
Knochen- bzw. Mazerationspräparat vom Schädel einer Rabenkrähe (Corvus corone corone)
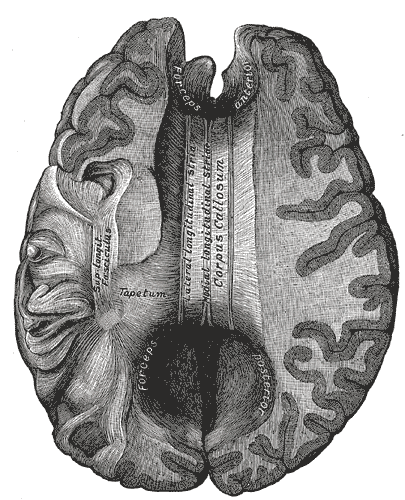
Zeichnung eines Faserpräparats
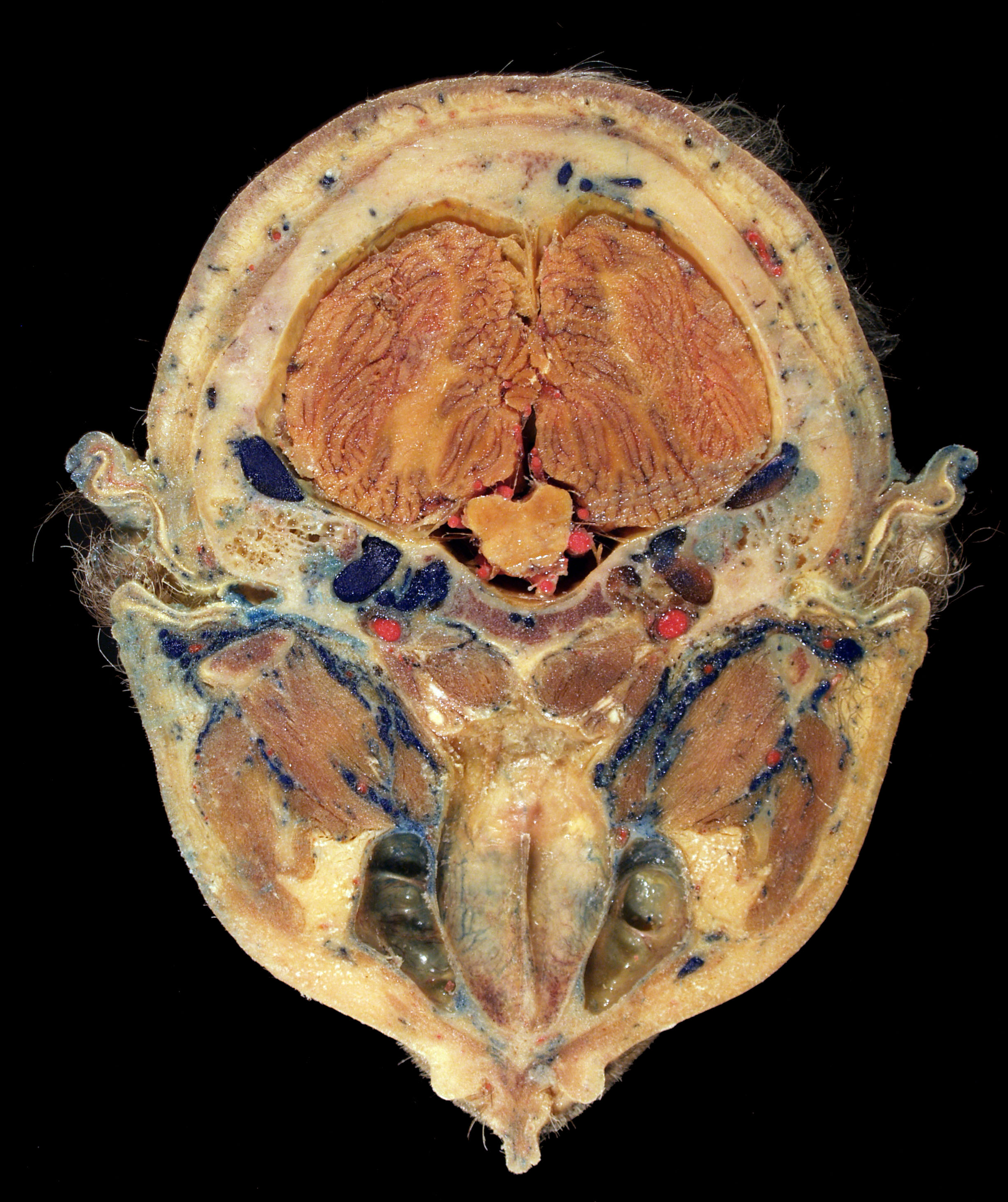
Plastinat eines Transversalschnitts durch den Kopf, (Nationalmuseum für Gesundheit und Medizin, Maryland[2])
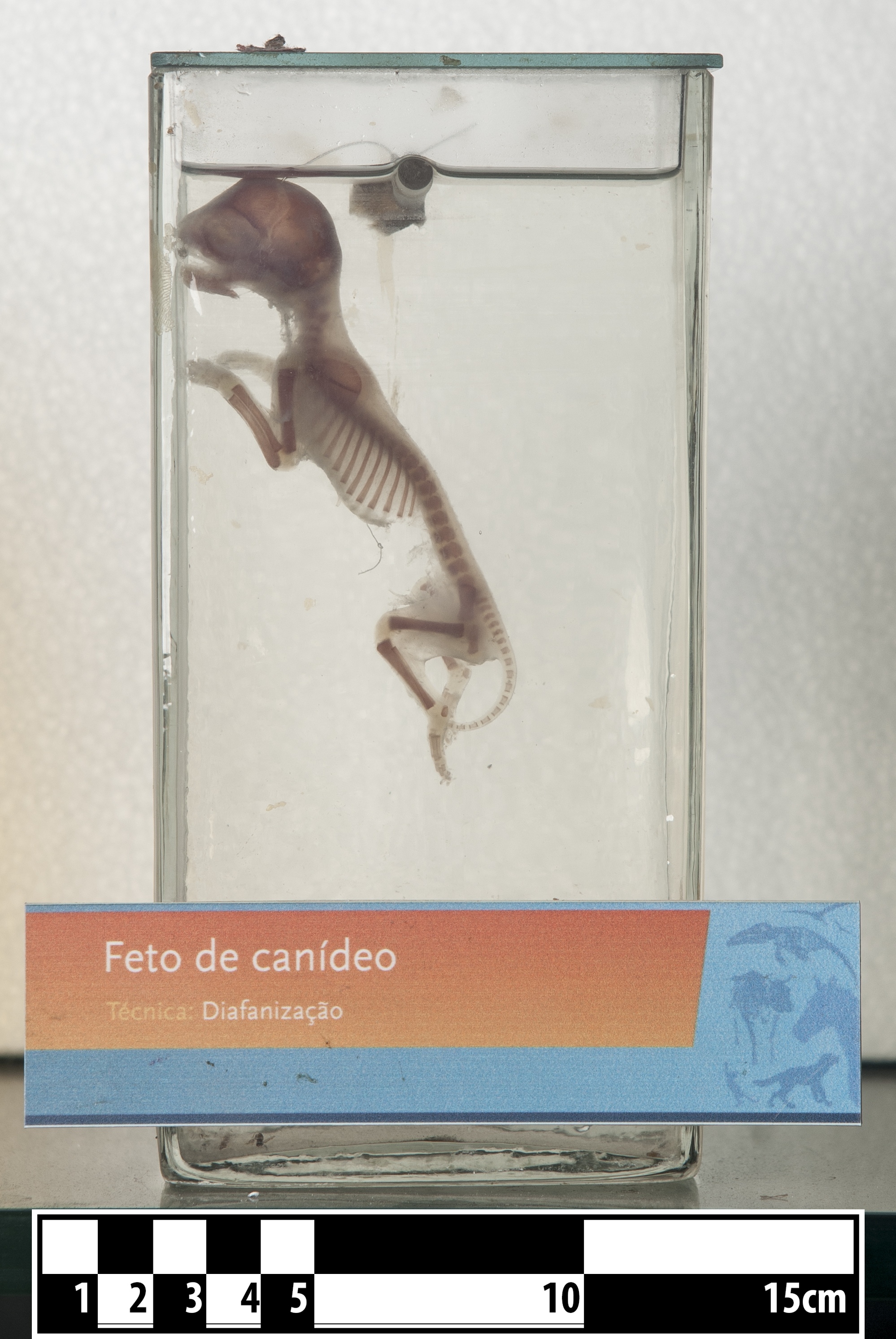
Hundefetus (Canis lupus familiaris) von Silva & Souza Wagner im Museum für Veterinäranatomie der Universität São Paulo
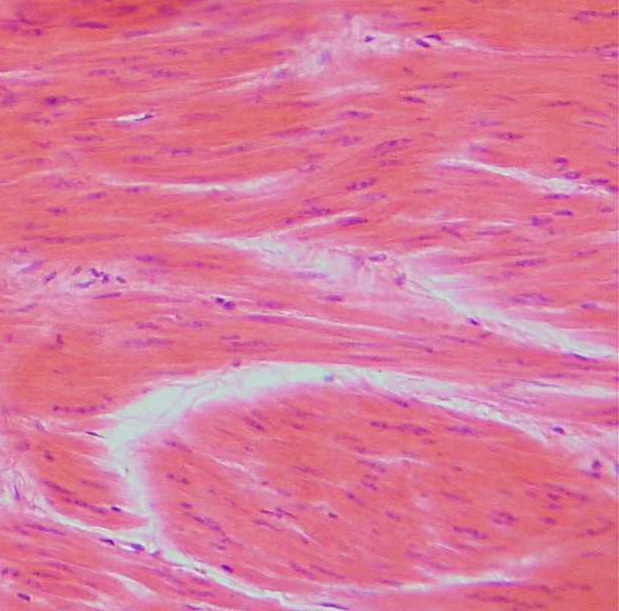
Histologischer Schnitt glatter Muskulatur (HE)

### Injektions- und Korrosionspräparate
Um Blut- und Lymphgefäße darstellen zu können, wurden verschiedene Verfahren entwickelt, welche es möglich machen, an einem biologischen Objekt die Gefäße hervorgehoben erkennbar zu machen. Dabei injiziert der Präparator eine Flüssigkeit (ursprünglich vor allem Wachs oder Quecksilber) ins Gefäßsystem, welche dann im Präparat aushärtet. Wegweisend für derartige Verfahren waren die Mediziner Jan Swammerdam, Joseph Hyrtl, Ludwik Teichmann und Johann Nathanael Lieberkühn. Diese Verfahren ermöglichen es zudem, ein Negativ der Gefäße anzufertigen, indem das umliegende Gewebe mittels Chemikalien nachträglich aufgelöst wird. Diese spezielle Form des Gefäßpräparats wird Korrosionspräparat genannt.

### Feuchtpräparate
Biologische Objekte aller Art können und werden in Flüssigkeiten konserviert oder fixiert und aufbewahrt, um diese möglichst realitätsnah darstellen zu können. Gerade zu musealen Zwecken eignen sich diese Präparate besonders, da ein Feuchtpräparat in seinem Glas in einer Vitrine sehr lebensnah, also dreidimensional und oft annähernd farbecht, dargestellt werden kann.

### Aufhellungspräparate
Eine besondere Form der Feucht- und Einbettungspräparate ist das Aufhellungspräparat. Hierbei werden durch bestimmte Verfahren Hohlorgansysteme durch Anpassung des Brechungsindexes der umgebenen Substanz (Flüssigkeit oder Kunststoff), nach dem Aufhellen des biologischen Objekts, innere Strukturen durch das transparente Objekt ersichtlich.

### Einbettungspräparate
Ein Einbettungspräparat ist ein biologisches Objekt, welches zur Erhaltung in eine schützende Kunststoffhülle (überwiegend transparente Epoxidharze) eingegossen wurde. Dieses Verfahren kann auch nach der Anwendung anderer Methoden durchgeführt werden. So kann man zum Beispiel Scheibenplastinate (organische Schnitte, welche plastiniert wurden, sind bruchanfällig) oder Korrosionspräparate (ebenfalls bruchanfällig) nach ihrer Anfertigung zum Schutz vor physikalischen Einflüssen (beispielsweise Druckbelastung) einbetten.

### Trockenpräparate
Derartige Präparate werden durch Trocknung erzeugt. Die wohl bekanntesten Trockenpräparate sind Mumien, aber auch Durchtränkungen mit Paraffin oder Polyethylenglycol führen zu Trockenpräparaten, da sie trocken gelagert werden können und keine sonstige Eigenbezeichnung besitzen.

### Knochen- und Mazerationspräparate
Ein Knochenpräparat erzeugt man zur Darstellung einer Knochenstruktur. Hierbei werden chemische und biologische Verfahren und Vorgänge genutzt, um das umliegende Weichteilgewebe zu entfernen und so eine Ansicht der blanken Knochen zu ermöglichen. Ein Mazerationspräparat wird oft als Synonym für ein Knochenpräparat verwendet, hier wird jedoch speziell nach dem Herstellungsverfahren unterschieden. Dadurch wird auch manch anderes Präparat als Mazerationspräparat bezeichnet, weil es mazeriert wurde, es muss sich jedoch nicht um ein Knochenpräparat handeln. Darüber hinaus werden nicht alle Knochenpräparate mazeriert, wodurch sie nicht unbedingt als Mazerationspräparat zu bezeichnen sind.

### Faserpräparat
An einem Faserpräparat sind verschiedene Faserzüge und Kerngebiete innerhalb des Gehirns dargestellt.

### Plastinate

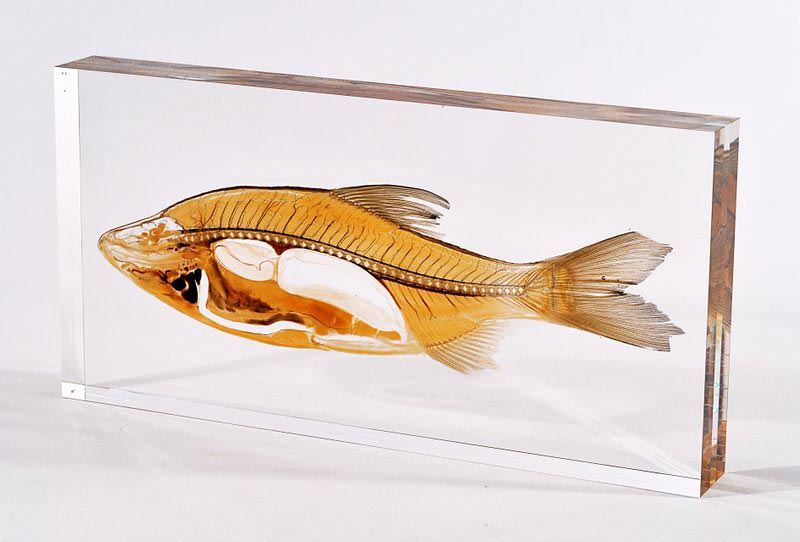
Scheibenplastinat in Acryleinbettung

Ein Plastinat ist ein Präparat, welches nach erfolgreicher Fixierung und Präparation der darzustellenden Strukturen mit Hilfe von Kunststoff haltbar gemacht wird. Dabei wird der Kunststoff direkt in das Gewebe eingebracht, wodurch ein dauerhaft haltbares Präparat mit unempfindlicher Oberfläche entsteht. Am häufigsten kommen dabei Silikone (S-10), Epoxidharze (E-12) und Polyester-Polymere (P-40) zum Einsatz.

### Dermoplastiken

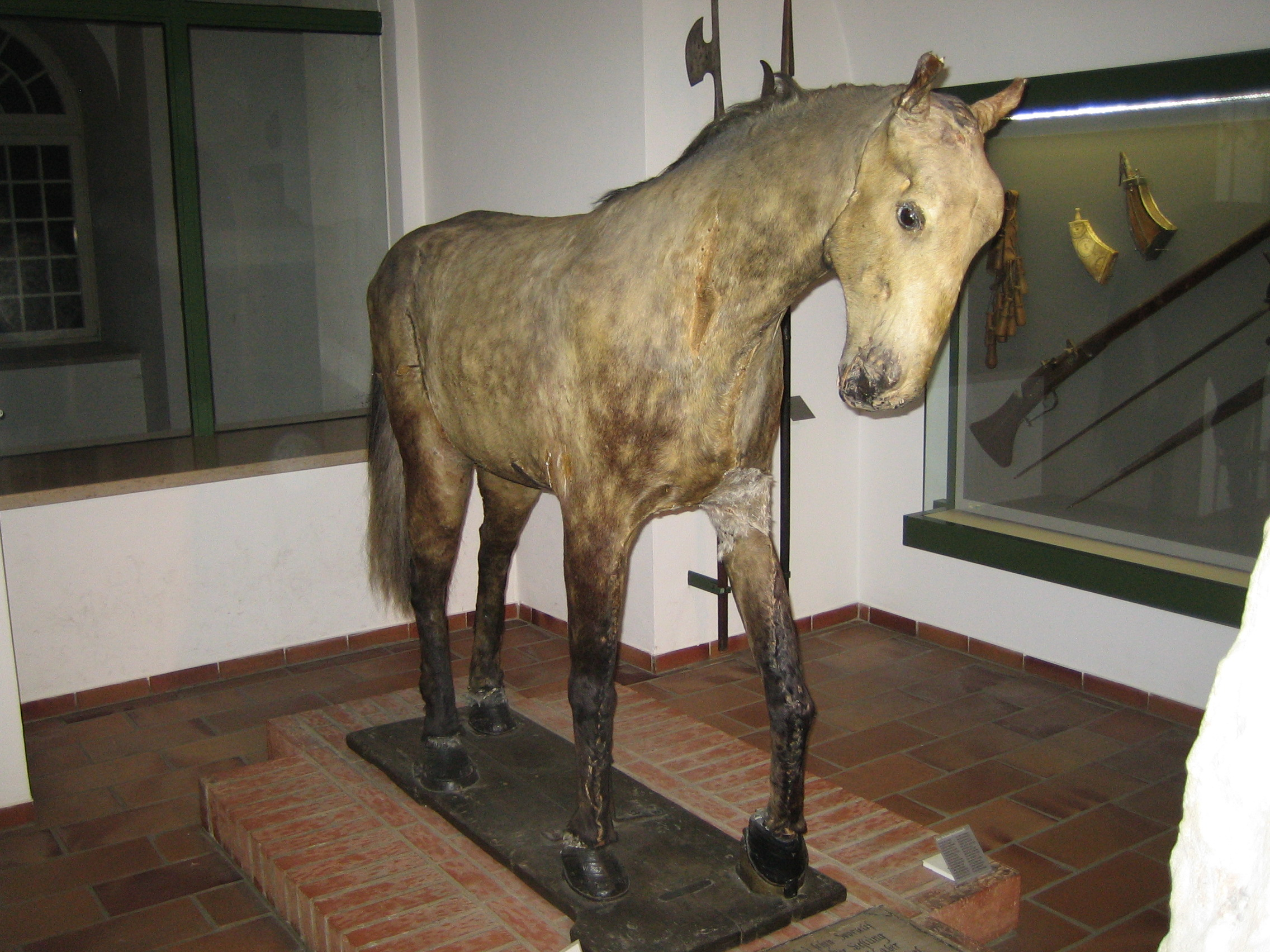
Der Schwedenschimmel von 1632

Zur Darstellung von Tieren in ihrer äußeren Form werden so genannte Bälge ihres Fells angefertigt. Diese Bälge werden daraufhin über naturgetreue Formen, die den anatomisch-physiologischen Körperbau möglichst exakt wiedergeben, gezogen, womit eine Darstellung der Tiere möglich ist.

### Histologische und andere Präparate für die Mikroskopie
Objekte, die mikroskopisch betrachtet werden sollen, sind häufig zu klein oder zu empfindlich, um sie mit der Hand in die richtige Position zu bringen. Eine typische Verfahrensweise für die Lichtmikroskopie ist es daher, das Objekt auf einen Objektträger aus Glas aufzubringen. Je nach Untersuchungsziel werden verschiedene histologische Techniken oder andere mikroskopische Techniken wie Färbungen angewendet um so eine differenzierte Darstellung der Gewebe zu ermöglichen. Schließlich wird das Objekt mit einem Einschlussmittel überdeckt und mit einem Deckglas abgeschlossen. Die Gesamtheit aus Objektträger, Objekt, Einschlussmittel und Deckglas wird als Präparat oder Mikropräparat bezeichnet.
Um Kleinstlebewesen, wie Insekten, unter dem Mikroskop betrachten und begutachten zu können, werden diese Lebewesen auf einem Objektträger in Kunststoff eingegossen. Auch hier wird von einem Präparat gesprochen.

### Vollpräparate
Für chirurgische und anatomische Aus- und Weiterbildungen in der Human- und Zahnmedizin, sowie für veterinärmedizinische Ausbildungszwecke werden vollständige menschliche oder tierische Körper fixiert und daraufhin in entsprechenden Kursen zur Präparation bereitgestellt. Kursleichen (speziell ein Vollpräparat in der Humanmedizin) sind nur aufgrund von Körperspendern in der Anatomie möglich. Auch in der Pathologie und Rechtsmedizin wird im Zusammenhang mit einer Obduktion von einer Präparation gesprochen.

## Siehe auch

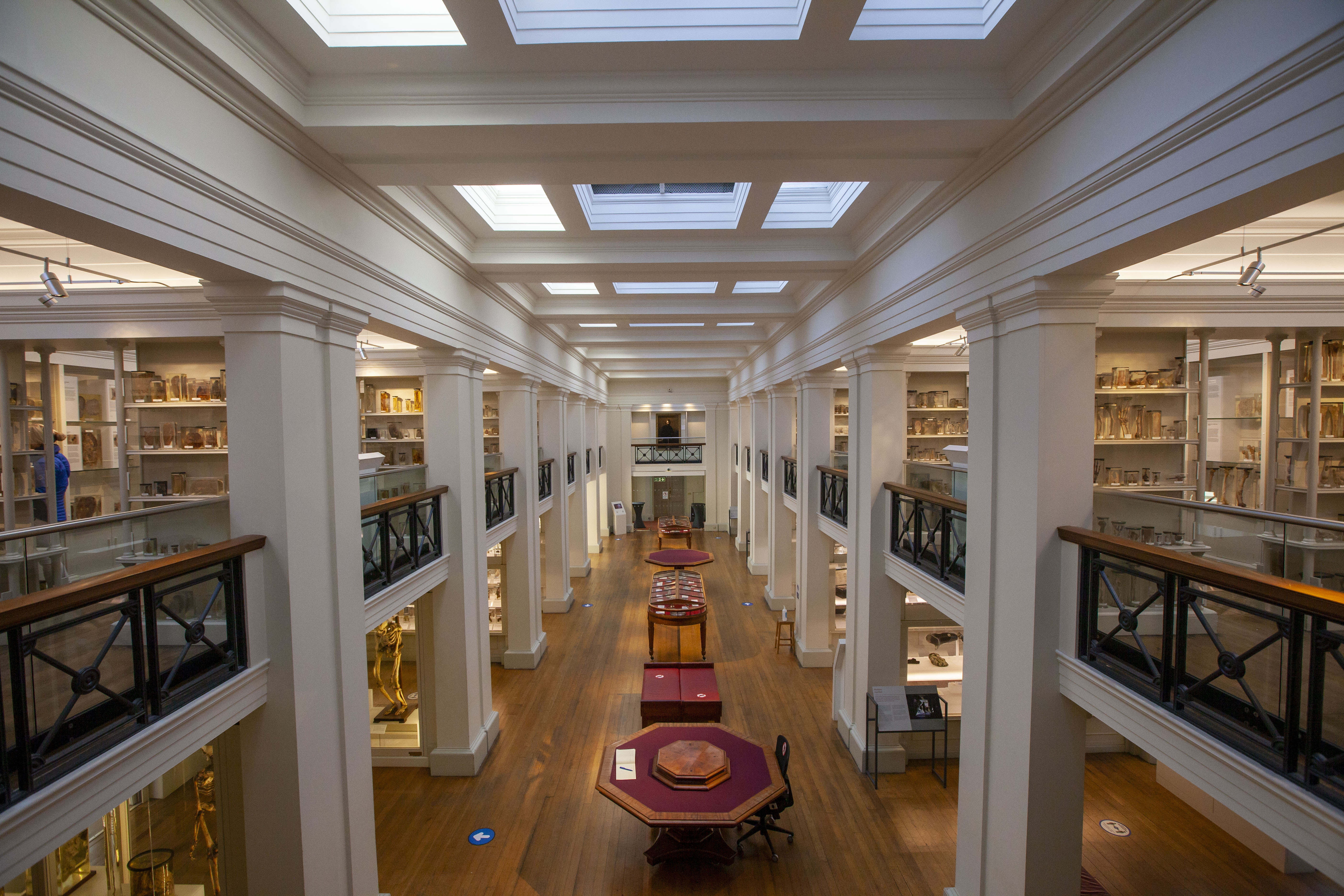
Die Surgeons’ Hall Museums in Edinburgh hüten eine der größten Präparatesammlungen der Welt